# Hoplatessara musgravei
Hoplatessara musgravei är en mångfotingart som beskrevs av Karl Wilhelm Verhoeff 1928. Hoplatessara musgravei ingår i släktet Hoplatessara och familjen orangeridubbelfotingar. Inga underarter finns listade i Catalogue of Life.